# Arrondissement Commercy
Arrondissement Commercy je správní územní jednotka ležící v departementu Meuse a regionuGrand Est ve Francii. Člení se dále na 5 kantonů a 136 obcí.

## Kantony
od roku 2015:
- Commercy
- Dieue-sur-Meuse (část)
- Ligny-en-Barrois (část)
- Saint-Mihiel
- Vaucouleurs (část)

před rokem 2015:
- Commercy
- Gondrecourt-le-Château
- Pierrefitte-sur-Aire
- Saint-Mihiel
- Vaucouleurs
- Vigneulles-lès-Hattonchâtel
- Void-Vacon